# Technologia olejków eterycznych

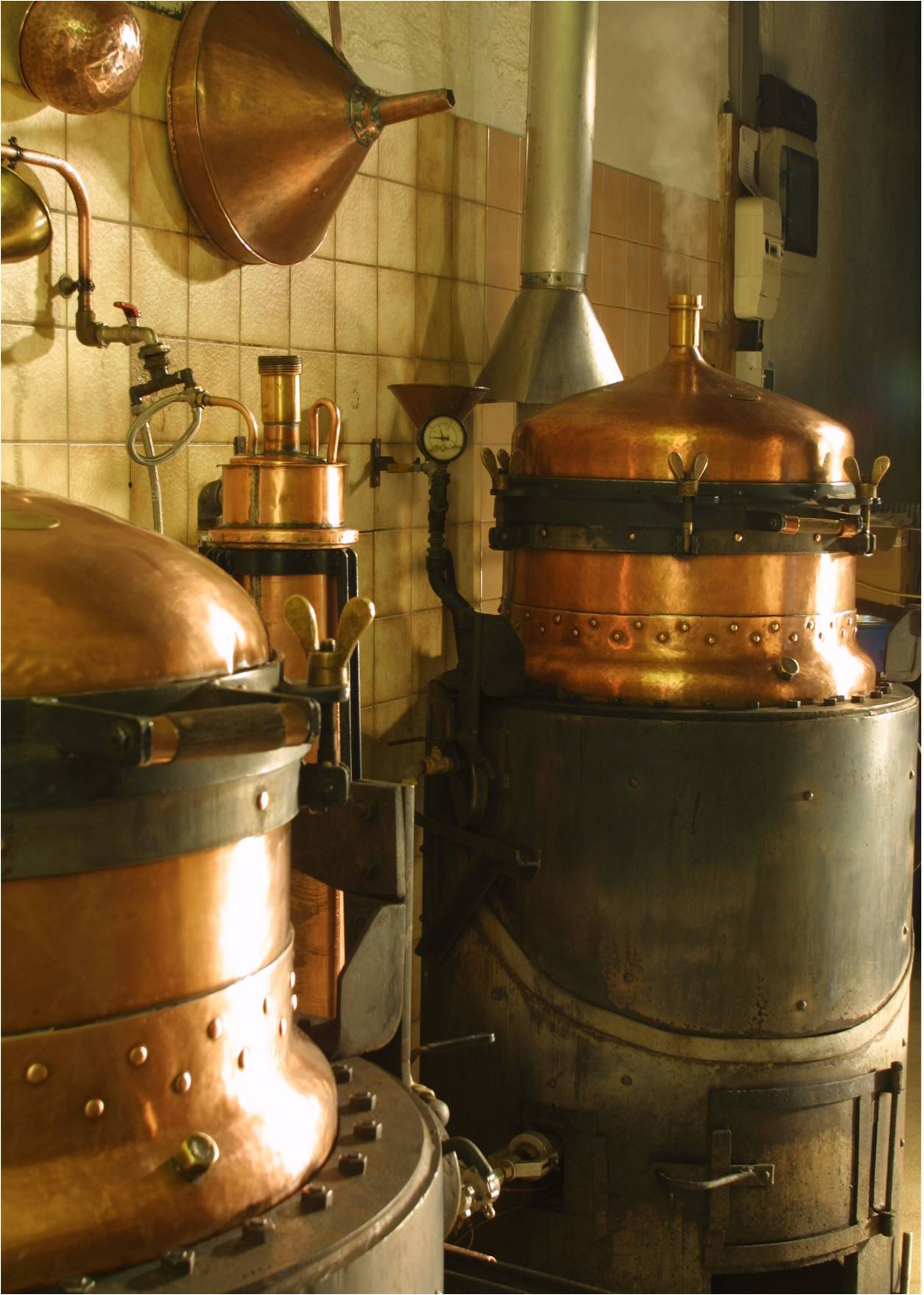
Alembik, Francja

Technologia olejków eterycznych – dział technologii chemicznej zajmujący się metodami wytwarzania olejków eterycznych z olejkodajnych surowców roślinnych na skalę przemysłową, ściśle związany z inżynierią procesową. Technologia obejmuje sposoby przygotowania surowców, wyodrębniania użytecznych składników oraz ich oczyszczania, przetwarzania i przechowywania. Jakość produktów (w tym ich zapach) i wydajność procesów technologicznych zależy od rodzaju stosowanych urządzeń przemysłowych (instalacji).
Olejki lotne pozyskuje się na skalę przemysłową ze świeżych bądź suszonych roślin. Są wyodrębniane z odpowiedniego surowca roślinnego najczęściej przez destylację z parą wodną lub ekstrakcję. Są stosowane, wraz z innymi substancjami zapachowymi, np. w perfumiarstwie (np. perfumy, wody toaletowe. tj. woda kolońska). Olejki lub całe rośliny olejkodajne są też wykorzystywane jako przyprawy, środki terapeutyczne (ziołolecznictwo) oraz w aromaterapii.

## Rys historyczny

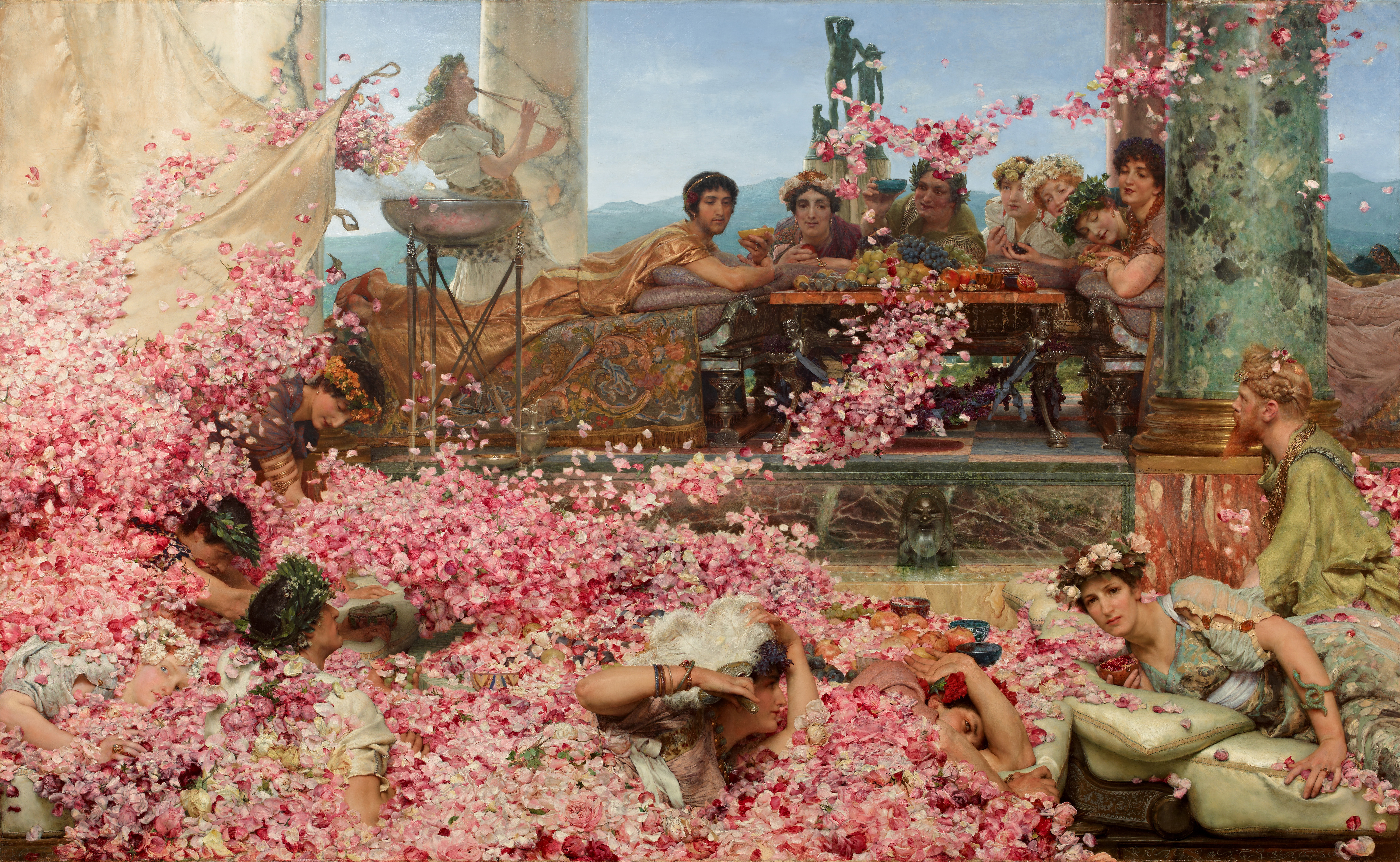
Lawrence Alma-Tadema:
Obraz: Róże Heliogabala
Czas panowania Heliogabala: 218–222 n.e.

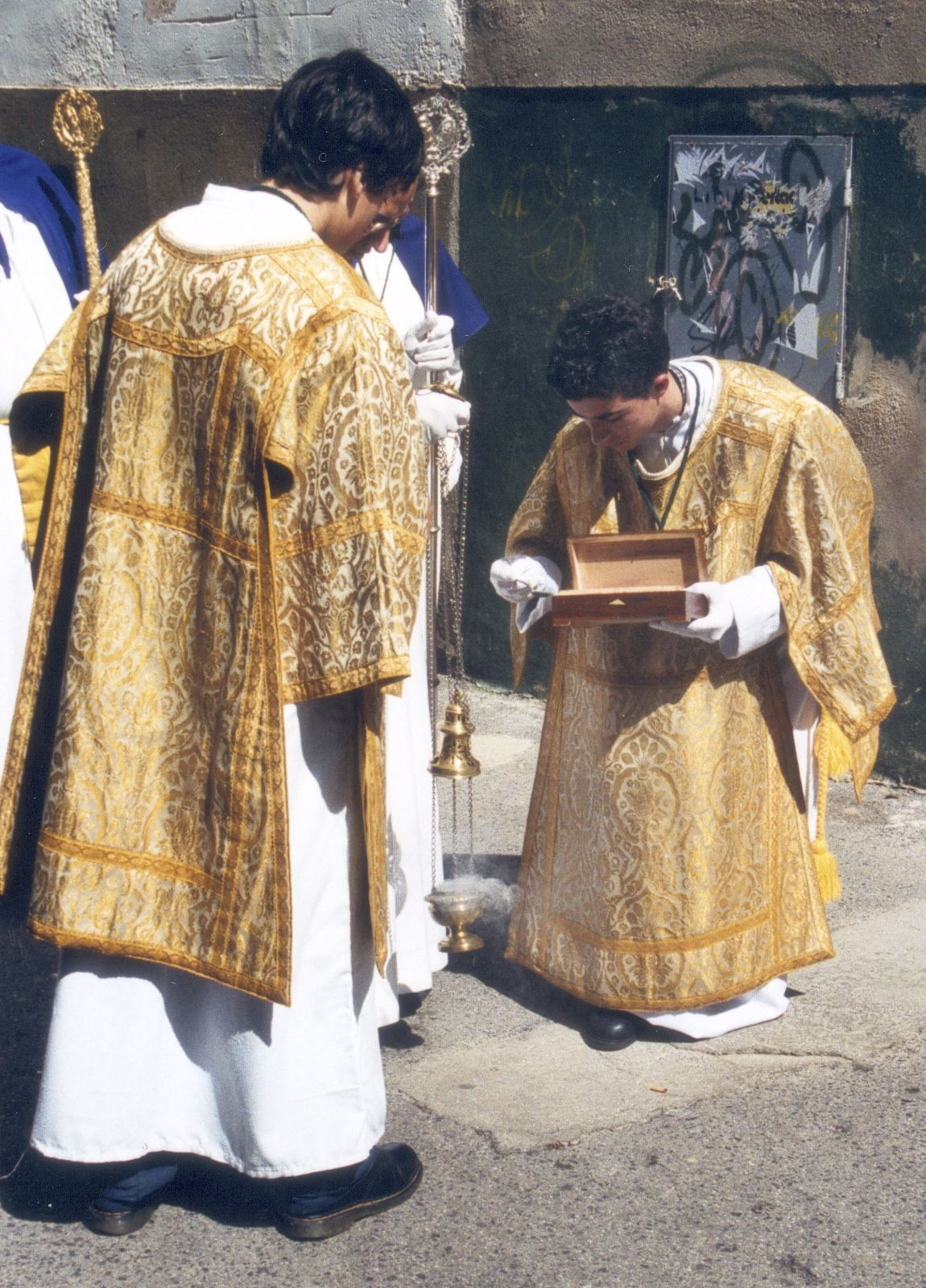
Procesja wielkanocna w Cáceres
Użycie kadzidła liturgicznego

Naturalne substancje zapachowe człowiek wykorzystuje od tysiącleci. Istnieją dokumenty potwierdzające prowadzenie uprawy ziół w Mezopotamii i Egipcie już 3000 lat p.n.e. W Mezopotamii uprawiano np. rumianek, szafran, lulek, piołun i inne rośliny o działaniu terapeutycznym lub stosowanych do wytwarzania pachnideł. W Egipcie uprawiano w tym czasie m.in. biedrzeniec anyż, kolendrę, miętę, rącznik, mak, sezam. Około roku 1500 p.n.e. zorganizowano wyprawę floty egipskiej po wonności do krainy Punt. Rozpoczęto aklimatyzację przywiezionych z wyprawy drzewek balsamowca mirry i kadzidłowca.
W Egipcie faraonów wytwarzano różne kadzidła, maści i balsamy. W okresie Starego i Średniego Państwa służyły celom kultowym (namaszczenia pogrzebowe, ofiary składane bogom, ceremonie oczyszczające). W Nowym Państwie (1580–1085 p.n.e.) weszły do codziennego użytku, jako środki do pielęgnacji urody, środki terapeutyczne lub afrodyzjaki.
W Edfu i Philae znaleziono hieroglificzne opisy metod przetwarzania roślin – pierwowzory dzisiejszych przepisów technologicznych. Tak zwany papirus Ebersa zawiera około 900 tego typu receptur. Znana jest receptura tzw. „kyphi”, otrzymywanego z mirry, lentyszka (pistacja kleista), szyszkojagód jałowca, nasion kozieradki, pistacji i cibory jadalnej. Rozdrobnione i przesiane surowce mieszano z winem, a następnie z miodem gotowanym z żywicą.
Stosowano kadzielnice z drewna lub brązu, np. w formie ręki z otwartą dłonią, w której była umieszczana miseczka z kadzidłem. Z IV–III wieku p.n.e. pochodzą aleksandryjskie kropielniczki i flakony ze staroegipskich nekropolii. Pomady, otrzymywane metodą absorpcji substancji zapachowych w olejach roślinnych lub tłuszczach zwierzęcych, przechowywano w wazach z alabastru, kamiennych dzbanuszkach lub ceramicznych naczyniach, często w kształcie zwierząt.
Starożytni Grecy przejęli egipskie zwyczaje, wzbogacając zbiór receptur i zakres zastosowań. Szczególnie duże znaczenie przypisywano w Grecji ziołolecznictwu. Zielarstwem zajmowali się nie tylko kapłani, ale również uczeni, np. filozofowie Archimedes i Arystoteles. Powstał tu zawód „rhizotomików” (korzeniokrajczych), zajmujących się zbieraniem, uprawą i suszeniem ziół oraz przegotowywaniem preparatów. W V wieku p.n.e. powstało dzieło Hipokratesa z Kos Corpus Hippocraticum z opisami leków pochodzenia roślinnego, zwierzęcego i mineralnego. Sławnym dziełem nt. ziołolecznictwa jest też De materia medica, napisanym przez Pedaniosa Dioskurydesa (I wiek p.n.e.), i zawierającym opisy około 1500 gatunków roślin.
Pochodzące z VI w. p.n.e. flakony do perfum, o kształtach zwierząt, syren, popiersi boginek i stóp w sandałach, znaleziono na wyspie Rodos. Zapachom przypisywano boskie pochodzenie. Pachnidłami skrapiano i namaszczano ciała zmarłych. Flakoniki wkładano do grobów, razem z innymi osobistymi przedmiotami zmarłego. Stosowanie olejków wonnych było w Grecji tak powszechne wśród kobiet i mężczyzn, że zdaniem niektórych przesadne. Sprzeciw nadmiernemu korzystaniu z olejków wyrażali m.in. Sokrates i Ksenofanes.
W Imperium Rzymskim wonności z Grecji, Indii, Afryki i Arabii wykorzystywano w czasie różnych uroczystości świeckich i religijnych oraz w celach leczniczych. Popularne stały się naczynia szklane, wydmuchiwane metodą wymyśloną w Syrii w I wieku p.n.e. Nieskutecznie sprzeciwiał się importowi pachnideł Gajusz Juliusz Cezar. W rozwoju ziołolecznictwa bardzo ważną rolę odegrał nadworny lekarz Marka Aureliusza, Galen (Claudius Galenus, 130–210 n.e.), od którego nazwiska pochodzi nazwa „leki galenowe”.
W Starożytności korzystano z olejków odmiennie niż współcześnie. Poza wzmiankami o „destylacji” (szeroko i odmiennie niż obecnie rozumianej) na ogół aromatyzowano tylko tłuszcze wonnymi kwiatami, korzeniami lub innymi częściami roślin. Do naczyń zawierających oleje wkładano aromatyczne części roślin i wystawiano na działanie słońca, tak by nasycić je aromatem, po czym cedzono zawartość.
Szczególne znaczenie przywiązywano do zapachów w świecie muzułmańskim. Mahomet stwierdził m.in., że na tej ziemi najbardziej „lubi kobiety, dzieci i zapachy”. Jako przykład ilustrujący wagę, jaką przywiązywali do zapachów, przytacza się ogrody Alhambry w Grenadzie. Arabowie prowadzili ożywiony handel korzeniami, wynaleźli alembik i opracowali destylacyjne techniki wytwarzania perfum, dbali o uprawy roślin olejkodajnych.
W chrześcijańskiej Europie korzystanie z pachnideł długo było uznawane za przejaw próżności. Wzrost zainteresowania środkami zapachowymi nastąpił po wyprawach krzyżowych oraz wyprawach odkrywczych w XIV i XV w. Rosła liczba gatunków roślin olejkodajnych, np. Linneusz w połowie XVIII w. wymienił zaledwie 12 gatunków róż, a niespełna wiek później w europejskich ogrodach hodowano setki odmian. Spośród nich w perfumiarstwie są stosowane dwie:
- róża stulistna, majowa, prowansalska (Rosa centifolia), uprawiana np. w prowansalskim Grasse (jedno z miejsc akcji „Pachnidła”) i w Maroku,
- róża damasceńska (Rosa damascena), uprawiana np. w obwodzie Burgas (bułgarska „Dolina róż”) i w Turcji (np. Burdur).

W Polsce uprawiane są przede wszystkim odmiany róż (np. girlandowa, pomarszczona, dzika i rdzawa) o wysokiej zawartości witamin (C, A, P, B2 i K).
Stosowana w perfumerii odmiana jaśminu wielkokwiatowego (Jasminum grandiflorum) została sprowadzona do Grasse przez hiszpańskich żeglarzy w 1560, prawdopodobnie z Persji. Była tu intensywnie uprawiana w XIX w. Ze względu na bardzo dużą pracochłonność zbiorów liczba plantacji w Grasse zmniejszyła się. Są prowadzone na dużą skalę w krajach, w których siła robocza jest tańsza (np. Egipt, Maroko, Indie).

## Pozyskiwanie olejków eterycznych
Zależnie od rodzaju surowców zielarskich olejki eteryczne uzyskuje się przez:
- destylację z parą wodną
- wytłaczanie
- ekstrakcję rozpuszczalnikami lotnymi (ługowanie)
- absorpcję w tłuszczach na zimno (enfleurage)
- ekstrakcję rozpuszczalnikami nielotnymi (maceracja, enfleurage à chaud, ługowanie)

Procesy przetwarzania olejków, wyodrębnionych z roślin, to np. ich oczyszczanie lub rozdzielanie – wyodrębnienie poszczególnych substancji chemicznych.

### Przygotowanie surowców
Proces „od rośliny do olejku” obejmuje zbiór materiału roślinnego, sortowanie, suszenie, rozdrabnianie, czasem – dodatkowo – wstępną fermentację. Poszczególne gatunki roślin przemysłowych wymagają stosowania różnych technik prowadzenia każdego z wymienionych procesów.

#### Zbiory
W czasie zbiorów często jest konieczne korzystanie z pracy ręcznej, co pozwala uniknąć uszkodzeń roślin i umożliwia równoczesne sortowanie według jakości.
Kwiaty jaśminu zbiera się ręcznie przed świtem, aby rosa i ciepło nie uszkodziły płatków. Wykwalifikowany pracownik plantacji zbiera 700 g kwiatów w ciągu godziny. Zebrane kwiaty natychmiast dostarcza się do wytwórni, w której są poddawane ekstrakcji. Wyprodukowanie 1 g czystego olejku wymaga użycia około 750 g świeżych kwiatów.
Kwiaty róży stulistnej zbiera się w Grasse przez trzy tygodnie maja. Również w tym przypadku najlepszy surowiec uzyskuje się w godzinach porannych (najwięcej olejków kwiaty zawierają około 8:30). Jeden pracownik może zebrać w ciągu godziny 5–8 kg płatków. Zebrane dostarcza się do olejkarni tak prędko, jak to możliwe. Efekt 1 h pracy zbieracza pozwala uzyskać około 1 g olejku.
Podobne wydajności uzyskują zbieracze róż damasceńskich w bułgarskiej Dolinie Róż (obwód Burgas) oraz w Turcji (np. w Burdur).
Ilości materiału, który należy zgromadzić, aby uzyskać 1 g olejku, są zależne od warunków meteorologicznych w czasie uprawy. Ilustruje to przykład, dotyczący olejku anyżkowego (tabela poniżej). Ilość otrzymywanego olejku nie zawsze rośnie, wraz ze wzrostem średniej dobowej temperatury, ponieważ nie mniej istotne są inne warunki meteorologiczne, np. ilość opadów, ich charakter i temperatura maksymalna.
Koszyczki rumianku zbiera się od początku pełni kwitnienia, stosując od trzech do pięciu zbiorów. Materiał, zebrany w kolejnych zbiorach, ma coraz niższą jakość – mniejszą zawartość olejków i azulenu i większy udział tzw. rozkruszu. Koszyczki zbiera się w pogodne dni, po opadnięciu rosy. Stosuje się tzw. grzebienie o różnej konstrukcji, czyli rodzaj szufelek z głębokimi nacięciami brzegu. Zbierany w ten sposób materiał jest dużo mniej jednolity od uzyskiwanego wcześniej kosztowną metodą zrywania pojedynczych koszyczków. Zebrany materiał jest gromadzony w cienkich warstwach, co ogranicza zagrzewanie się.
W przypadku niektórych dużych plantacji (np. lawenda, mięta stosuje się maszyny rolnicze, podobne do stosowanych w innych dziedzinach rolnictwa (np. kosiarki, żniwiarki, silosokombajny, prasy rolnicze). Silosokombajny służą do ścinania, rozdrabniania i częściowego sortowania zbieranego materiału (pełnią funkcje kosiarki, sieczkarni i wialni).

#### Sortowanie
Wialnie są stosowane do usuwania zanieczyszczeń nasion i owoców. Podstawowe elementy ich konstrukcji, to kosz zsypowy, sita (górne i dolne) i wentylator. Surowiec jest zsypywany na sito górne, które zatrzymuje większe zanieczyszczenia. Sito dolne przepuszcza zanieczyszczenia drobne, np. piasek i ziemię. Prąd powietrza między sitami, wytwarzany przez wentylator, porywa zanieczyszczenia lekkie, np. plewy. Dodatkowo stosuje się magnesy, wychwytujące zanieczyszczenia ferromagnetyczne.
Innymi urządzeniami do sortowania nasion i owoców są młynek, tryjer, sortownik ślimakowy „żmijka” (tak samo jest nazywany przenośnik śrubowy) i sortownik Schilbacha. W wielu przypadkach wciąż niezastąpiona jest praca ręczna.

#### Suszenie
Suszenie może powodować straty części lotnych składników, czyli zmiany składu radykalnie zmieniające jakość otrzymywanych olejków. W stanie świeżym przetwarza się np. szczyty pędów drzew i krzewów iglastych (np. sosna, jodła, kosodrzewina) lub kłącze tataraku.
W przypadkach, gdy zmiany składu w czasie suszenia nie są duże (np. mięta pieprzowa, szałwia), jest ono chętnie stosowane. Umożliwia zgromadzenie większych ilości surowca, niezbędnych do prowadzenia procesów ciągłych. Procesy ciągłe są często mniej kosztowne (np. oszczędność energii). W wielu przypadkach umożliwiają też uzyskiwanie produktów o lepszej jakości, dzięki bardziej precyzyjnej kontroli parametrów procesu. Rośliny suszy się w suszarniach powietrznych lub na tzw. kozłach.
Nasiona i owoce (np. kolendra, kminek, jałowiec) przechowuje się podobnie jak zboża, w spichrzach podłogowych lub silosach.
Wpływ warunków suszenia na jakość materiału zielarskiego ilustruje przykład rumianku. Zebrane koszyczki rozsypuje się pojedynczą warstwą w przewiewnych, osłoniętych pomieszczeniach (z wymuszaną wentylacją i dodatkowym ogrzewaniem lub bez). Temperatura nie powinna przekraczać 35 °C. Zwiększanie temperatury powoduje przyspieszanie ulatniania się lotnych składników z materiału, lecz równocześnie skraca niezbędny czas suszenia.
Małe rolnicze suszarnie roślin zielarskich mogą być ogrzewane z wykorzystaniem odnawialnych źródeł energii. Instytut Technologiczno-Przyrodniczy w Falentach zaleca stosowanie zestawu kolektorów słonecznych, (dachowego i wolnostojącego) oraz pieca do spalania trocin i wiórów, z rurowym, spiralnym wymiennikiem ciepła. Źródła ciepła pracują zamiennie lub równocześnie, zależnie od pory dnia i pogody. Wentylator promieniowy kieruje ciepłe powietrze do komory suszarki – pomieszczenia, w którym może być utrzymywana stała temperatura z zakresu 40–65 °C. Umożliwia to suszenie grup surowców zielarskich o różnych wymaganiach. Ocenia się, że jednostkowe koszty zużycia energii są niewielkie 0,10–0,16 zł/kg suszu.
| Miejscowość | Zawartość olejku w owocach, % | Średnia dzienna temperatura, °C | Opady, mm |
| Płowdiw     | 2,77                          | 23                              | 74        |
| Kazanłyk    | 2,93                          | 21                              | 88        |
| Sofia       | 3,36                          | 19                              | 76        |
| Samokow     | 3,47                          | 15                              | 68        |

| Warunki suszenia                  | Temperatura °C | Czas suszenia h | Zawartość olejku % s.m. | Zawartość azulenu mg% | Zawartość rozkruszu % |
| Suszarka                          | 30             | 82              | 0,82                    | 90,8                  | 10,85                 |
| Pomieszczenie zamknięte na słońcu | 24–25          | 140             | 0,74                    | 82,55                 | 11,86                 |
| Promienniki IR w odległości 70 cm | 0              | 28              | 0,66                    | 79,3                  | 12,46                 |

#### Rozdrabnianie
Znaczenie rozdrabniania surowców zależy od tego, w jakich tkankach roślin znajdują się zbiorniki olejkowe. W mięcie pieprzowej są one zlokalizowane w zewnętrznych tkankach, więc efektywność rozdrabniania osiąga tylko 15–20%. W przypadkach, gdy zbiorniki i kanaliki znajdują się w głębszych tkankach (np. cetyna, kłącza tataraku) rozdrobnienie umożliwia kilkakrotne zwiększenie efektywności odzyskiwania olejku. Zwiększanie stopnia rozdrobnienia jest skuteczne do chwili, gdy rozpoczyna się wzrost oporów przepływu pary wodnej lub par rozpuszczalników przez nadmiernie upakowane złoże w destylatorach i ekstraktorach.
Rozdrabnianie ziół, cetyny lub kłączy tataraku prowadzi się z użyciem krajarek gilotynowych. Nóż gilotyny tnie materiał, podawany przez pas transmisyjny i rowkowane walce, na kawałki o regulowanej długości. Wydajność krajarki o szerokości noża 400 mm osiąga w przypadku cetyny 1000 kg/h, a w przypadku tataraku – 15000 kg/h. W prymitywnych sieczkarniach kieratowych osiągano wydajność 80–150 kg/h. W sieczkarniach, wirowanie skrzydeł z kosami (nożami) powoduje powstawanie strumienia powietrza, który jest wykorzystywany do przenoszenia materiału na niewielkie odległości, np. do kontenerów lub wprost do destylatorów. Transport pneumatyczny na większe odległości nie jest zalecany – powoduje straty, związane z parowaniem olejków.
Do rozdrabniania twardych nasion i owoców (np. kminek, kolendra) stosuje się śrutowniki i mlewniki z jedną lub dwoma parami walców, z powierzchnią gładką lub rowkowaną. Owoce miękkie (np. szyszkojagody jałowca) i pokrojone kłącza tataraku są rozgniatane w urządzeniach o większej liczbie par walców (np. rozdrabniaczach pięciowalcowych). Mlewniki o budowie tarczowej nie są stosowane, ponieważ silne tarcie powoduje straty olejku wskutek wzrostu temperatury.

#### Fermentacja
Fermentacja jest rzadko stosowaną metodą przygotowywania surowca roślinnego do procesu wyodrębniania olejków. Przykładem jest wstępna fermentacja paczuli, prowadzona w celu osłabienia ścian komórkowych przed procesem destylacji.

### Olejki otrzymywane przez destylację z parą wodną

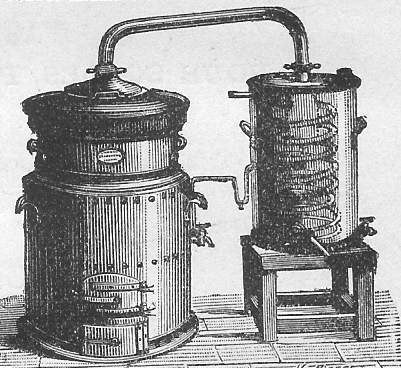
Alembik (1897)

Olejki eteryczne zawierają zwykle wiele związków chemicznych. Temperatura wrzenia części z nich jest często wyższa od temperatury termolizy. Ogranicza to możliwości stosowania destylacji prostej jako metody uzyskiwania destylatów o zapachu wystarczająco podobnym do zapachu surowca.
Problem rozwiązali prawdopodobnie Arabowie w VIII–IX n.e. (przypuszczalnie Dżabir Ibn Hajjan). W stosowanym przez stulecia urządzeniu, zwanym alembikiem, wytwarzany jest strumień pary wodnej, która przenika przez warstwę surowca, układanego na leżących wyżej perforowanych tacach. Para porywa i unosi w górę cząsteczki związków o ograniczonej mieszalności z wodą w fazie ciekłej. Jak obecnie wiadomo, dzięki spełnieniu warunku ograniczonej mieszalności cieczy, jest możliwe przeprowadzenie związków organicznych w stan pary w temperaturze niższej od ich temperatury wrzenia.
Górną pokrywą alembika jest kołpak z tzw. „łabędzią szyją”, która pełni funkcję wstępnej powietrznej chłodnicy. Dalsze chłodzenie odbywa się w wężownicach umieszczonych w zbiornikach z wodą. Kondensat spływa do odbieralnika, w którym rozwarstwia się, tworząc dwie fazy, dolną – wodną (woda destylacyjna z niedużą ilością związków wonnych) i górną – organiczną. Konstrukcja odbieralników (separatorów) umożliwia ciągłe odbieranie obu faz.
Na analogicznej zasadzie działają współczesne instalacje do destylacji z parą wodną, niezależnie od ich skali. Składają się z następujących elementów o różnej konstrukcji:
- wytwornicy pary, która bywa wyposażana w urządzenia do przegrzewania wylotowego strumienia lub zapobiegające porywaniu do destylatora kropel wody
- zbiornik z materiałem zawierającym związek chemiczny lub mieszaninę związków, które są odzyskiwane (destylator)
- chłodnica (kondensator)
- rozdzielacz warstw kondensatu – wodnej (zwykle dolnej) i olejkowej

| Roślina             | Wydajność, % |
| angelica            | 0,10–0,37    |
| anyż                | 0,80–1,20    |
| drewno cedrowe      | 3,00–5,00    |
| koriander           | 0,80–1,00    |
| goździk (kwiaty)    | 16,00–19,00  |
| paczula (liście)    | 0,12         |
| mięta               | 0,10–0,40    |
| sandałowiec         | 4,80–6,30    |
| cynamonowiec (kora) | 0,30–1,00    |

W przypadku produkcji olejków na rusztach destylatorów jest rozkładany odpowiedni surowiec zielarski – rozdrobnione całe rośliny lub ich części, np. kwiaty, liście, korzenie, pnie. Używa się najczęściej roślin świeżych, bezpośrednio po ich cięciu lub mieleniu. Destylację takich roślin, jak lawenda, tatarak lub geranium, zwykle prowadzi się w czasie i w pobliżu miejsca zbiorów, aby do minimum ograniczyć zmiany składu olejku wskutek ulatniania się części składników i polimeryzacji. W niektórych przypadkach jest dopuszczalne suszenie surowca, jego przechowywanie i transport na duże odległości. Dotyczy to np. takich roślin egzotycznych, jak wetiweria pachnąca lub paczula, zawierających substancje wonne o małej lotności.
Surowce ładuje się ręcznie albo przenośnikami mechanicznymi lub pneumatycznymi, z użyciem mechanicznych rozrzutników lub urządzeń do ręcznego równomiernego rozgarniania. Po załadunku i zamknięciu włazów urządzenie ogrzewa się do 100 °C, a następnie doprowadza się strumień pary. Jej ciśnienie jest stopniowo zwiększane. W miarę postępu procesu zmienia się skład destylatu, np. z rośliny jagodlin wonny otrzymuje się początkowo olejek noszący nazwę Ylang–Ylang, który jest bardziej ceniony od olejku odbieranego później (nazwa olejku: Cananga).
Destylację kończy się, gdy spływające krople destylatu nie zostawiają tłustego śladu. Destylat nie rozwarstwia się, a występuje tylko lekka opalescencja. Średni czas destylacji wynosi dla olejku miętowego – 3,5 h, kolendrowego – 3 h, jałowcowego, kminkowego, koprowego – 6–7 h, sosnowego, jodłowego – 5–6 h, tatarakowego – 9–10 h.
Wydajność procesu destylacji olejków z parą wodną zależy od jakości surowca (np. pogody w czasie uprawy, pory zbioru, sposobu przygotowania do destylacji) oraz warunków destylacji (np. konstrukcja urządzeń, temperatura pary, czas destylacji). W tabeli zamieszczono wartości przeciętne.
Zapach olejku, odbieranego jako organiczna warstwa dwufazowego kondensatu, różni się od zapachu świeżych roślin, ponieważ:
- nie wszystkie związki, wpływające na zapach rośliny, są lotne z parą wodną (np. olejek lawendowy nie zawiera wonnych żywic)
- część składników mieszanin związków lotnych z parą wodną ulega termolizie
- część składników tych mieszanin rozpuszcza się w wodnej warstwie kondensatu; np. w przypadku otrzymywania olejku różanego i olejku z kwiatów pomarańczy (neroli), warstwa wodna zawiera dużą część alkoholu fenyloetylowego (w przypadku neroli – również antranilanu metylowego)

Sprawia to, że destylacja z parą wodną nie zawsze jest stosowana. Niektóre rodzaje surowca roślinnego (np. kwiaty jaśminu) muszą być przerabiane innymi metodami, np. ekstrakcji.
Warstwa wodna kondensatów – woda destylacyjna (stężenie olejku: 0,01–0,2%) – może zawierać do 10% całej ilości olejku. W przypadku produkcji olejku różanego bywa uznawana za dodatkowy produkt – „wodę kwiatową”. W innych sytuacjach stosowane są różne metody odzyskiwania cennych składników, np. destylacyjne (tzw. kohobacja) lub adsorpcyjne. Kohabacja polega na oddestylowywaniu części wody destylacyjnej w odrębnych destylatorach (pracujących w sposób okresowy albo ciągły). Adsorpcję odzyskiwanych składników wody destylacyjnej prowadzi się w specjalnych adsorberach (np. z węglem aktywnym) albo w destylatorach z materiałem po destylacji (tzw. „wyparki”), należących do baterii destylatorów olejkarni. Woda jest rozpryskiwana na powierzchni wyparków, bezpośrednio po zakończeniu okresu destylacji. Olejek jest zatrzymywany na wyparkach, po czym oddestylowywany z nich w czasie około 20–30 min.
W przypadkach, gdy woda destylacyjna jest nie rozdzielającą się samoistnie emulsją, stosuje się proces wysalania, który polega na wprowadzaniu soli (zwykle NaCl), zmniejszających wzajemną mieszalność w układzie woda–olejek. Do rozdzielania emulsji niekiedy stosowane są wirówki.

### Olejki otrzymywane przez wytłaczanie

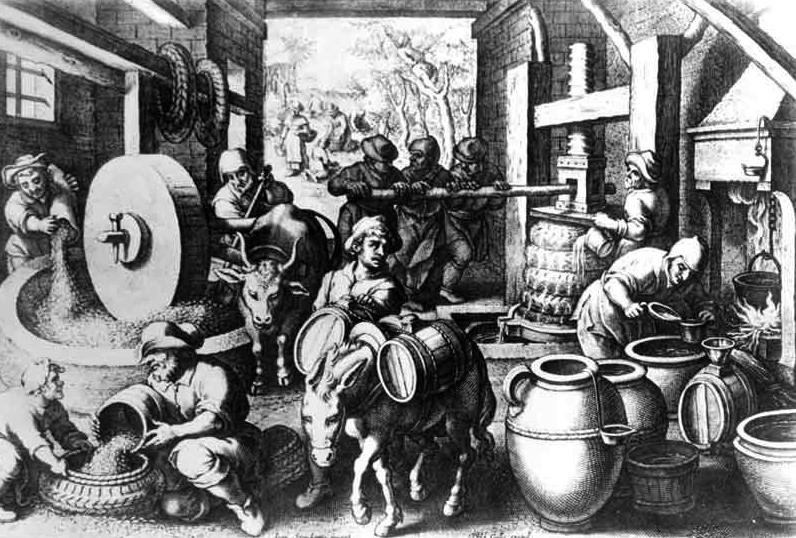
Rozdrabnianie oliwek i wytłaczanie oliwy

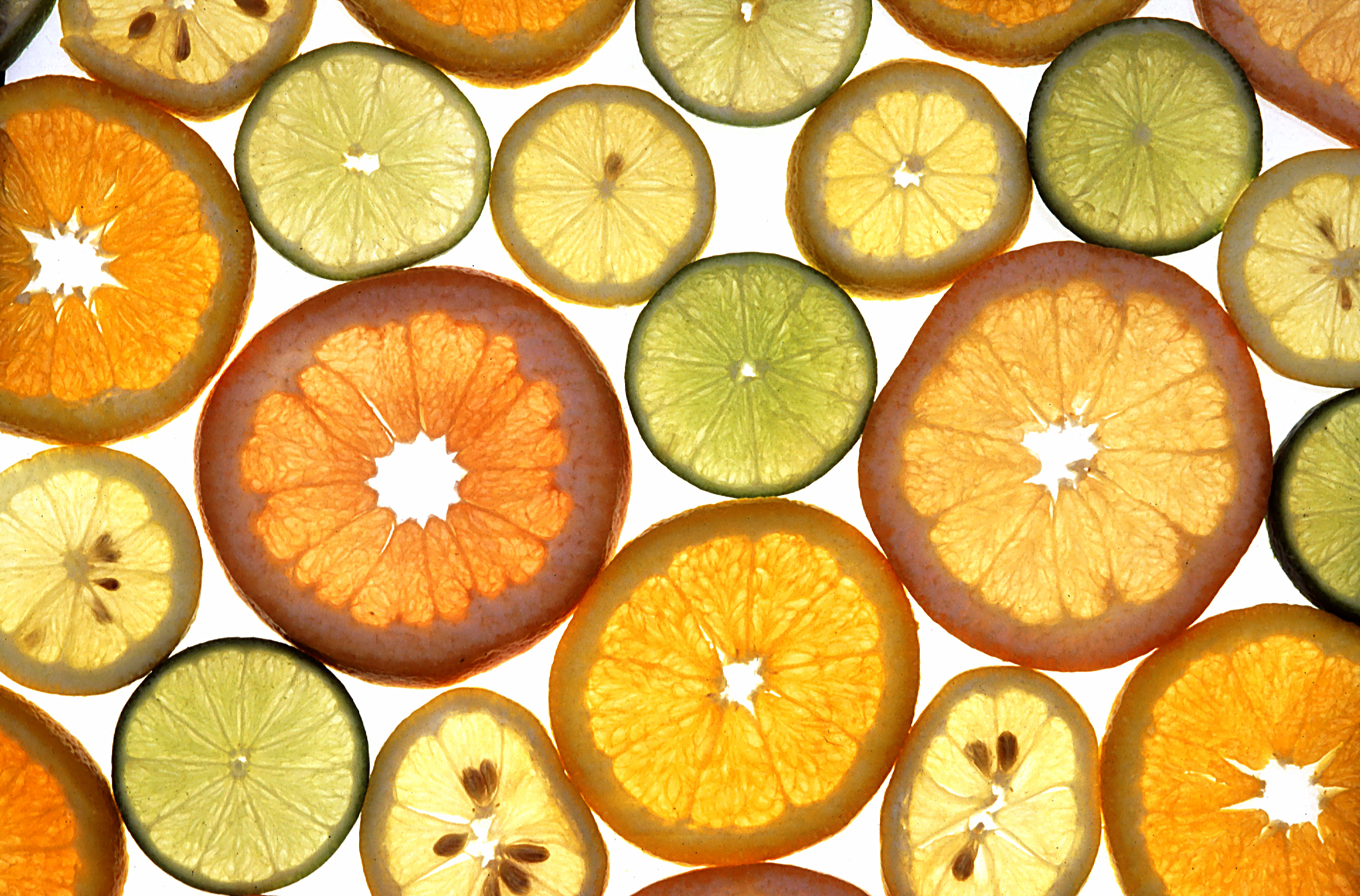
Owoce cytrusowe, z komórkami olejkowymi w naowocni

Wytłaczanie rozdrobnionych, np. przez krojenie albo mielenie, surowców roślinnych, jest popularną metodą wyodrębniania oleju jadalnego, np. wytłaczania oleju rzepakowego lub produkcji oliwy z oliwek. W ten sam sposób otrzymuje się olejek migdałowy, stosowany np. do aromatyzowania ciast.
Wytłaczanie jest też powszechnie stosowane do otrzymywania soków owocowych (np. przygotowanie moszczu do produkcji win).
W technologii olejków eterycznych wytłaczanie odgrywa rolę w przypadku otrzymywania olejków z drzew cytrusowych. Różne części tych roślin zawierają olejki o różnym składzie, wyodrębniane różnymi metodami. Z liści i gałązek otrzymuje się, metodą destylacji z parą wodną, olejek petitgrain. Z kwiatów pomarańczy wyodrębnia się olejek neroli metodą enfleurage. Właściwy olejek pomarańczowy wyodrębnia się metodą wytłaczania naowocni. Podobnie otrzymuje się olejku cytrynowego, bergamotowego i greipfruitowego.
Wytłaczanie naowocni przeprowadza się zwykle po jej wstępnym mechanicznym oddzieleniu od reszty owocu. Na początku XX w. były to czynności wykonywane w 80–90% ręcznie. Najczęściej owoce przecinano na połowy (della scorza in due) i wykrawano miąższ specjalną łyżką. Po ok. 4–5 h naowocnię wyciskano, stosując rękawiczkę z przyklejonym pumeksem do ścierania powierzchni skórki, zawierającej komórki olejkowe, oraz gąbki – do zbierania wydzielonego olejku. Jeszcze w 1939 tą metodą otrzymywano 20–25% olejku cytrynowego.
Stosowane są maszyny do wyciskania olejków o bardzo zróżnicowanej konstrukcji, które ogólnie dzieli się na dwa typy:
- sfumatrici – wyciskanie połówek naowocni
- pellatrici – przerabianie całych owoców

W drugim przypadku bywa stosowane np. ścieranie zewnętrznej części skórki w ruchu obrotowym, a następnie wyciskanie olejku z otrzymanej mączki w prasie hydraulicznej (otrzymywanie olejku pomarańczowego w Hiszpanii). W Indiach Zachodnich produkowany jest olejek limetowy, który jest wyciskany z owoców razem z sokiem i oddzielany od soku w wirówkach (ew. metodą destylacyjną).
Kontaktowanie się olejków z sokiem wpływa niekorzystnie na ich jakość.

### Olejki otrzymywane przez ekstrakcję rozpuszczalnikami lotnymi
Najbardziej delikatne rodzaje surowców, np. kwiaty jaśminu, róży, pomarańczy, mimozy, narcyza, fiołka lub tuberozy, przetwarza się bez ogrzewania, stosując metodę ekstrakcji w lotnych rozpuszczalnikach. Jako rozpuszczalniki stosuje się związki chemiczne:
- wystarczająco lotne
- chemicznie obojętne względem składników surowca
- nie zawierają wonnych zanieczyszczeń mało lotnych, które po odparowaniu pozostawiałyby zapach

| Surowiec | Wydajność kg/1000 kg |
| fiołek   | 0,9–1,3              |
| róża     | 1,7–2,7              |
| jaśmin   | 2,8–3,4              |
| tuberoza | 0,8–1,1              |

Stosuje się alkohol etylowy, alkohol metylowy, aceton, eter naftowy, benzen, czterochlorek węgla, chloroform. W niektórych przypadkach stosuje się ekstrakcję wielokrotną, różnymi rozpuszczalnikami.
Stosowane są aparaty (ekstraktory) o różnej konstrukcji, np. pionowe zbiorniki z centralnym mieszadłem lub aparaty w formie poziomych, obracających się bębnów z perforowanymi przegrodami lub koszami zawierającymi surowiec.
Aparat typu Garnier, to poziomo umieszczony zbiornik walcowy (bęben) o pojemności około 3 m³, zawierający wewnątrz cztery komory, rozdzielone perforowanymi ściankami. Bęben obraca się na łożyskach. Do komór, przez odrębne włazy, wprowadza się surowiec, np. około 360 kg płatków jaśminu, 600 kg kwiatów pomarańczy lub 150 kg mchu dębowego, a następnie – rozpuszczalnik.
Po zakończeniu ekstrakcji rozpuszczalnik z wyekstrahowanymi substancjami odpompowuje się, a jego pozostałość odparowuje się z użyciem strumienia pary. Po oddzieleniu wodnej warstwy kondensatu z fazy organicznej – roztworu substancji zapachowych – odparowuje się rozpuszczalnik, początkowo pod ciśnieniem normalnym, a następnie – obniżonym. Pozostałość po odpędzaniu rozpuszczalnika nosi nazwę „konkret” (concret). Ma konsystencję masła i zawiera, poza olejkiem eterycznym, żywice i woski oraz barwniki.
Woski usuwa się rozpuszczając konkret na gorąco w alkoholu. Po ochłodzeniu roztworu otrzymuje się woski w formie umożliwiającej odcedzenie. Z cieczy oddestylowuje się alkohol otrzymując tzw. „absolut”.

### Olejki otrzymywane metodąenfleurage

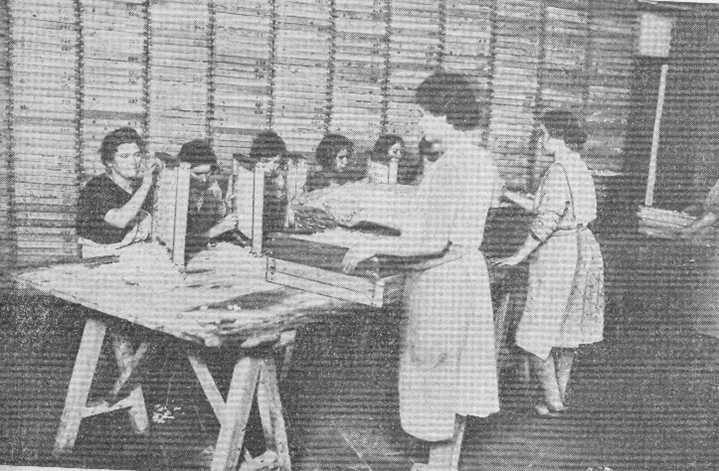
Enfleurage w Zakładach A. Chirls w Grasse

Enfleurage to najstarsza, wyjątkowo pracochłonna metoda otrzymywania olejków eterycznych, kilkukrotnie bardziej wydajna od metody ekstrakcyjnej. Nadaje się do uzyskiwania olejków z najbardziej delikatnych świeżych kwiatów, np. jaśminu, tuberozy lub pomarańczy (albo innych pachnących części roślin). Osiągnęła szczyt popularności w 1860 i rozsławiła miasto Grasse. W dzisiejszych czasach prawie definitywnie porzucona ze względu na bardzo wysokie koszty.
Enfleurage polega na wykorzystaniu absorpcji rozpuszczalnych w tłuszczach substancji zapachowych, które są uwalniane z kwiatów przez 1–2 dni od zerwania. Konieczne jest stosowanie kwiatów nieuszkodzonych i suchych (wilgoć przyspiesza jełczenie tłuszczów).
Jako absorbent stosuje się mieszaninę 65–70% smalcu i 30–35% łoju. Tłuszcze są oczyszczane przez przetapianie z wodą, roztworem ałunu, wodą destylacyjną z produkcji olejku neroli lub wodą różaną. Jako środek konserwujący dodaje się żywicę benzoesową (styraks), np. sproszkowaną żywicę syjamską lub sumatrzańską, w ilości 100–250 g na 100 kg tłuszczu.
Masę nakłada się z obu stron na płyty szklane (np. po 200–250 g na powierzchnię 50×60 cm, grubość warstwy: ok. 3 mm), umieszczone w drewnianych ramach (chassis). Przetworzenie 2 kg kwiatów jaśminu wymaga użycie 0,5 kg tłuszczu. Powierzchnia wymiany masy jest zwiększana przez wytworzenie, drewnianymi łopatkami (grzebieniami), sieci rowków.
Na tłuszcz nasypuje się luźno około 30–80 g kwiatów, po czym ramę przykrywa się kolejną ramą, tworząc stos (pile, 35–40 sztuk). Czas dyfuzji z płatków do tłuszczu zależy od rodzaju kwiatów, wynosi np. dla jaśminu 24–48 h, dla tuberozy – 48–72 h.
Kwiaty są usuwane z ramki przez uderzanie w stół w pozycji pionowej i usuwanie pozostałości drewnianym patyczkiem. Oczyszczona rama jest odwracana na drugą stronę i pokrywana kolejną porcją świeżych kwiatów. Czynności są powtarzane przez 1–2 tygodnie (średnio około 30 razy), do chwili nasycenia tłuszczu wonnym olejkiem. Co około dwa tygodnie powierzchnia tłuszczu jest odświeżana drewnianą łopatką z nacięciami (wytworzenie nowej sieci rowków).
Produkt ekstrakcji, znany jako pomada, jest po zdjęciu z wszystkich ram łączony w zbiorniku, w którym zostaje stopiony w możliwie jak najniższej temperaturze. Stopioną masę sączy się przez muślin, a następnie poddaje ekstrakcji alkoholem (w temperaturze pokojowej lub podwyższonej do 45–60 °C). Mechaniczne mieszanie pomady z alkoholem powadzi się w cylindrycznych zbiornikach z mieszadłami łopatkowymi. Zwykle są stosowane trzy etapy ekstrakcji. W pierwszym stosuje się potrójną objętość alkoholu w stosunku do pomady, w drugim – podwójną i w trzecim – równą. Połączone ekstrakty są oziębiane do temperatury od −12 °C do −15 °C i poddawane sączeniu, w celu oddzielenia wydzielonych wosków i tłuszczów. Z roztworu alkoholowego rozpuszczalnik odparowuje się pod zmniejszonym ciśnieniem, otrzymując np. absolutes d'enfleurage (essence absolute) lub roztwory o różnym stopniu zatężenia.
Kwiaty zdejmowane z ramek zawierają jeszcze pewną ilość olejku (według różnych źródeł 1–1,5% lub 3–3,5% całej ilości). Jest on ekstrahowany eterem naftowym lub benzenem. Produktem jest essence concrète de chàssis, o bardzo intensywnym i trwałym zapachu, który jednak bardzo się różni od naturalnego zapachu kwiatów.
Tłuszcz, po zastosowaniu do enfleurage, nie może być zawracany do procesu. Jest kupowany przez fabryki mydeł toaletowych.
Czasem enfleurage jest prowadzony przy użyciu tkaniny nasączonej oliwą lub płynną parafiną, która jest umieszczana na ramach.

### Olejki otrzymywane metodą maceracji
Kwiaty pomarańczy, róży, akacji, hiacyntu, narcyza lub fiołka mogą być przetwarzane metodą bezpośredniej maceracji. Jest to rodzaj ekstrakcji olejków, prowadzonej przez umieszczenie surowca w tłuszczach w temperaturze 50–70 °C i mieszanie przez 24–48 h. Produkt ekstrakcji jest poddawany ekstrakcji alkoholem, podobnie jak pomada w metodzie enfleurage.

### Przetwarzanie olejków surowych
Surowe olejki eteryczne są przetwarzane w „produkty skoncentrowane”. Określenie odnosi się do substancji nie zawierających terpenów i seskwiterpenów albo takich, w których zawartość tych związków jest znacznie zmniejszona.
Produkty skondensowane („bezterpenowe”) charakteryzuje:
- zwiększona rozpuszczalność w mniej stężonych roztworach alkoholu
- brak zmian jakości spowodowanych reakcjami polimeryzacji
- brak terpentynowej nuty zapachowej produktu
- zmniejszenie ryzyka wystąpienia drażniących właściwości olejku

| Olejek     | Otrzymywany produkt | Wydajność, % |
| miętowy    | mentol              | 50–80        |
| kolendrowy | linalol             | 45–70        |
| anyżowy    | safrol              | 80–90        |
| goździkowy | eugenol             | 70–85        |

Terpeny i seskwiterpeny są usuwane z surowych olejków metodami:
– adsorpcji (z użyciem np. węgla aktywnego lub żelu krzemionkowego i cieczy wymywających o różnej polarności)
– destylacji frakcyjnej pod zmniejszonym ciśnieniem
– ekstrakcji
Ekstrakcja jest prowadzona z użyciem mało stężonych roztworów alkoholu (rozpuszczanie wonnych związków polarnych) albo z użyciem
dwóch rozpuszczalników – polarnego i niepolarnego.
Wadą drugiej i trzeciej metody jest konieczność ogrzewania olejku (w czasie destylacji i odpędzania rozpuszczalnika z roztworów po ekstrakcji), co może powodować niekorzystne zmiany składu.
Surowe olejki są też coraz częściej wykorzystywane do otrzymywania czystych związków chemicznych.

## Oceny jakości surowców i olejków

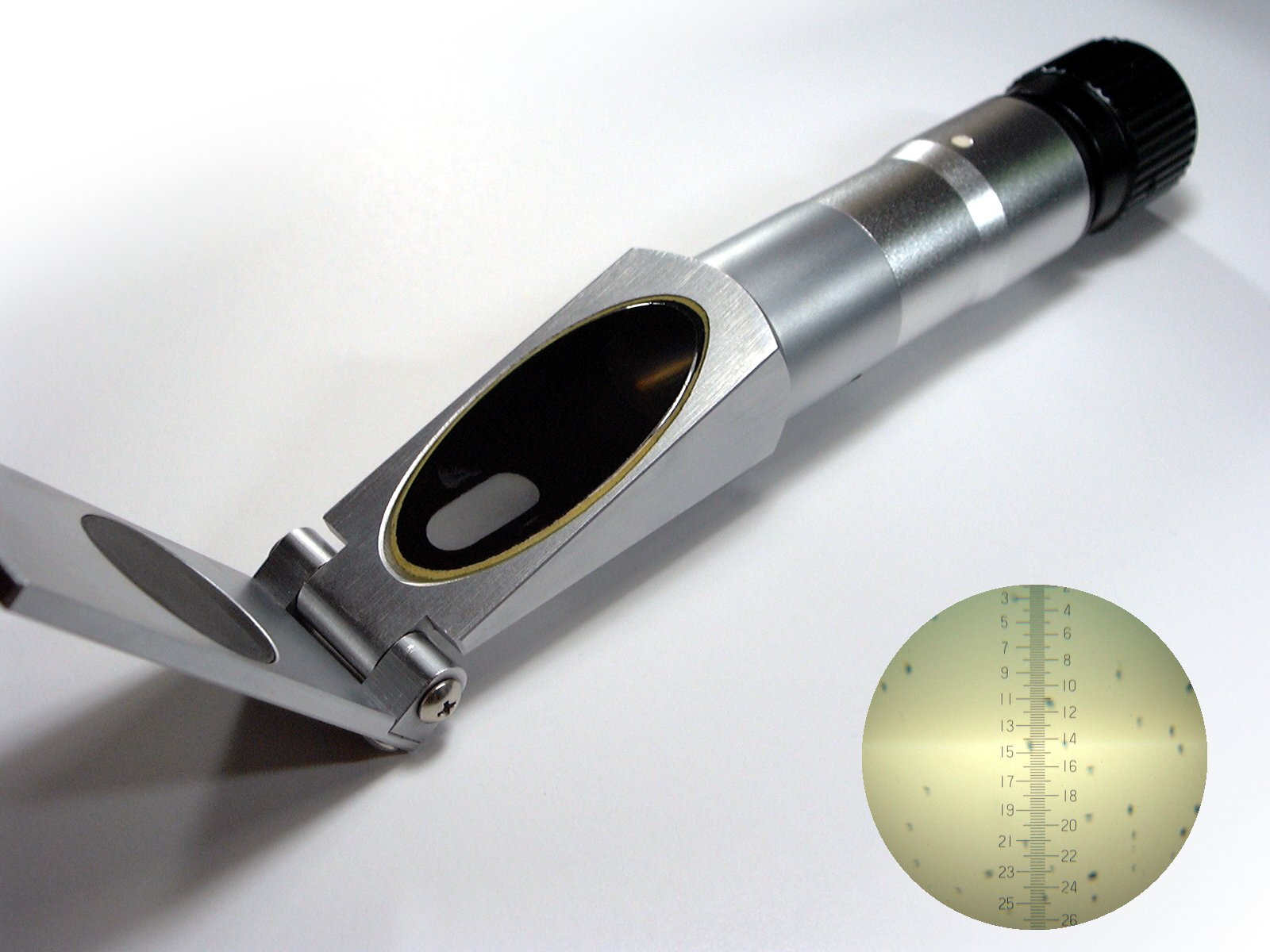
Refraktometr

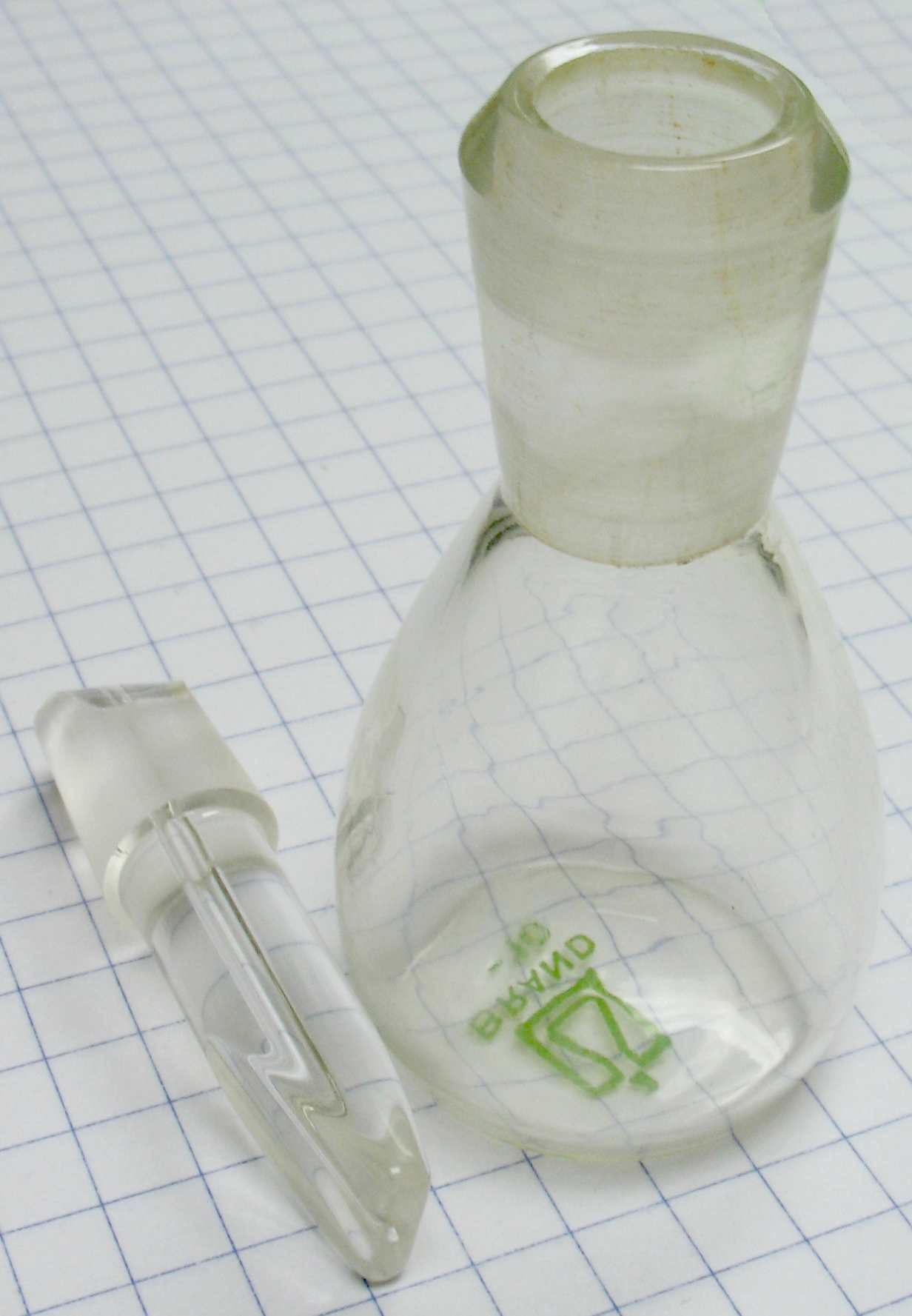
Piknometr

Jakość surowców zielarskich i olejków jest określana na podstawie wyników oznaczeń podstawowych właściwości fizycznych, klasycznych chemicznych analiz składu, oznaczeń aktywności biologicznej itp:
- Zawartość olejków
  - destylacja z parą wodną (np. aparat Derynga)
  - ekstrakcja (np. aparat Soxhleta)
- Właściwości fizyczne – oznaczanie:
  - ciężaru właściwego (piknometr)
  - rozpuszczalności w alkoholu
  - skręcalności światła spolaryzowanego (polarymetria)
  - współczynnika załamania światła (refraktometria)
  - temperatury krzepnięcia
  - temperatury wrzenia
- Klasyczne analizy chemiczne – np. oznaczanie:
  - liczby kwasowej
  - liczba estrowa
  - zawartości wolnych alkoholi (liczba estrowa po acetylowaniu i inne metody)
  - zawartości fenoli
- Analiza sensoryczna (olfaktometria, testy psychofizyczne)
- Współczesne metody badań składu
  - Chromatografia
  - Chromatografia gazowa
  - Chromatografia cienkowarstwowa (TLC)
  - Wysokociśnieniowa chromatografia cieczowa (HPLC)
  - Chromatografia bibułowa
- Badania aktywności biologicznej

Wyniki badań olejków, które są przeznaczone do stosowania jako farmaceutyki, powinny spełniać standardy określone w farmakopeach (np. wygląd, zawartość olejku, rozkruszu i zanieczyszczeń mineralnych, sposób wykonania i wyniki analizy TLC, działanie i dawki). Opisy surowców są wciąż uzupełniane, na podstawie stale prowadzonych badań naukowych, obejmujących zależność składu i aktywności biologicznej (np. właściwości bakteriobójczych) od np.:
- gatunku rośliny olejkodajnej
- warunków uprawy (np. miejsce, pogoda)
- sposobu wyodrębniania olejku (np. ekstrakcja, destylacja z parą wodną)

Równocześnie proponowane są nowe techniki badawcze, w tym techniki inżynierii genetycznej.

Zasada chromatografii cienkowarstwowej (TLC)

## Wykrywanie zafałszowań
Na początku XX w., olejki eteryczne były fałszowane z użyciem takich tanich substancji, jak tłuste oleje, nafta, olej parafinowy lub kalafonia, tańszych olejków zapachowych, o innym składzie, lub estrami, np. benzoesanami, ftalanami, octanami, salicylanami (często substancjami prawie bezwonnymi). Wykrycie takich zafałszowań od dawna nie sprawia trudności. Umożliwiają to pomiary właściwości fizycznych, badania przebiegu destylacji lub ekstrakcji oraz charakterystyczne reakcje chemiczne.
W drugiej połowie XX w. fałszerze zaczęli stosować syntetyczne dodatki, które występują w olejkach naturalnych, albo olejki tańsze, o podobnym składzie chemicznym. Starają się, by fizyczne właściwości produktu zafałszowanego były podobne do charakteryzujących olejek naturalny. Olejek bergamotowy i lawendowy jest np. fałszowany dodatkiem octanu linalilu. Do olejku neroli bywa dodawany olejek petitgain (pozbawiony terpenów). Do olejku z szyszkojagód jałowca jest dodawany olejek z igieł.
Wykrycie niewielkich zafałszowań tego rodzaju jest bardzo trudne. Część z nich wykrywa się porównując chromatogramy ocenianych olejków z chromatogramami wzorców – np. olejków pochodzących bezpośrednio od zaufanych producentów. O wspomnianym wyżej zafałszowaniu olejku z szyszkojagód jałowca świadczy zmniejszona zawartość mircenu.

## Zastosowania olejków eterycznych
Olejki eteryczne są stosowane przede wszystkim:
- jako środki terapeutyczne (ziołolecznictwo, „medycyna naturalna”, aromaterapia)
- w produkcji perfum i innych produktów zapachowych, np. aromatów spożywczych

Zastosowania w charakterze leków wymagają wykazania zgodności ze standardami, określonymi farmakopeach, ponieważ rzeczywista aktywność biologiczna zależy od wielu czynników, takich jak jakość surowca zielarskiego, sposób pozyskiwania olejku, sposób i czas przechowywania itp.
| Źródło olejku (roślina) | LD50 w mg |
| gorczyca                | 14        |
| szałwia                 | 260       |
| koper włoski            | 312       |
| mięta pieprzowa         | 444       |
| kminek                  | 668       |
| rumianek                | 856       |
| dzięgiel                | 1116      |
| kozłek                  | 1500      |

Omawiając terapeutyczne właściwości olejków A. Rumińska stwierdza, że olejki i substancje olejkodajne mogą być stosowane jako leki:

- drażniące – drażnią czuciowe i bólowe zakończenia nerwów, rozszerzają naczynia krwionośne, wywołując przekrwienia i stany zapalne, co przyspiesza wytwarzanie przeciwciał przez ustrój (olejki rozmarynowy, eukaliptusowy, gorczyczny, kamfora)
- przeciwbakteryjne – wstrzymują rozwój drobnoustrojów lub zabijają je (olejki tymiankowy, miętowy, anyżkowy, majerankowy)
- wykrztuśne – pobudzają wydzielanie śluzu i dezynfekują drogi oddechowe (olejki sosnowy, eukaliptusowy, szałwiowy, miętowy, czosnkowy)
- moczopędne – pobudzają wydzielanie moczu i działają dezynfekująco na drogi moczowe (olejki jałowcowy, pietruszkowy)
- żółciopędne – pobudzają tworzenie i wydzielanie się żółci oraz przeciwdziałają skurczom woreczka żółciowego (olejki miętowy,  tymiankowy)
- żołądkowe – pobudzają wydzielanie soku żołądkowego i ułatwiają trawienie (olejki z roślin z rodziny baldaszkowatych)
- uspokajające i znieczulające – porażają ośrodki kory mózgowej i rdzenia przedłużonego (olejki walerianowy, melisy, goździkowy, tatarakowy)

Produkcja perfum opiera się na naturalnych olejkach eterycznych w coraz mniejszym stopniu. Coraz częściej są tu stosowane tańsze syntetyczne związki zapachowe.
 Najbardziej cenione kompozycje składników perfum są tajemnicą firm. Wszystkie kompozycje perfumiarskie są zaliczane do jednej z siedmiu zasadniczych klas, wyodrębnionych przez komisję techniczną francuskiego Stowarzyszenia Perfumiarzy. W poszczególnych klasach wyróżnia się od trzech do siedmiu grup, z różnymi nutami zapachowymi.
| Perfumy                    | Kosmetyki                 | Mydła                 |
| olejek jaśminowy (absolut) | –                         | –                     |
| olejek Ylang-Ylang         | –                         | –                     |
| olejek różany              | –                         | –                     |
| oraz                       | składniki                 | składniki             |
| linalool                   | linalool                  | octan benzylowy       |
| octan linallilu            | octan benzylowy           | alkohol benzylowy     |
| hydroksycytronellal        | alkohol benzylowy         | alkohol fenyloetylowy |
| octan benzylowy            | maślan benzylowy          | antranilan metylowy   |
| aldehyd α-amylocynamonowy  | geraniol                  |                       |
| indol, skatol              | alkohol fenyloetylowy     |                       |
| piżmo syntatyczne          | aldehyd α-amylocynamonowy |                       |
| heliotropina               | alkohol cynamonowy        |                       |
|                            | indol                     |                       |

| A. Cytrusowe                                                       | B. Kwiatowe                                                                            | C. Paprociowe                                                            | D. Szyprowe                                                | E. Leśne (drzewne)                                                                                  | F. Ambrowe (orientalne)                                           | G. Skórzane                                                                            |
| nuty zapachowe: cytrynowa, bergamotowa, pomarańczowa, grejpfrutowa | nuty zapachowe: różana, jaśminowa, fiołekowa, bzowa, konwaliowa, narcyzowa, tuberozowa | nuty zapachowe: lawendowa, leśna, mchu dębowego, kumarynowa, bergamotowa | nuty zapachowe: mchu dębowego, ladanum, paczuli, bergamoty | nuty zapachowe: sandałowa, paczuli, cedrowa, wetiwerowa (baza kompozycji męskich: lawenda, cytrusy) | nuty zapachowe: ambrowe, waniliowe, ladanowe, wyraziste zwierzęce | nuty zapachowe: dymne, palonego drewna, tytoniu (początkowe – ewoluujące ku kwiatowym) |
| Cytrusowe                                                          | Jednokwiatowe                                                                          | Paprociowe                                                               | Szyprowe                                                   | Leśne                                                                                               | Ambrowo-kwiatowo-leśne                                            | Skórzane                                                                               |
| Cytrusowo–kwiatowo–szyprowe                                        | Kwiatu lawendy                                                                         | Paprociowo-ambrowo-słodkie                                               | Szyprowo-kwiatowe                                          | Leśno-iglasto-cytrusowe                                                                             | Ambrowo-kwiatowo-korzenne                                         | Skórzano-kwiatowe                                                                      |
| Cytrusowo–korzenne                                                 | Bukiet kwiatowy                                                                        | Paprociowo-ambrowo-kwiatowe                                              | Szyprowo-kwiatowo-aldehydowe                               | Leśno-aromatyczne                                                                                   | Ambrowo-łagodne                                                   | Skórzano-tytoniowe                                                                     |
| Cytrusowo–leśne                                                    | Kwiatowo–zielone                                                                       | Paprociowo-korzenne                                                      | Szyprowo-owocowe                                           | Leśno-korzenne                                                                                      | Ambrowo-cytrusowe                                                 |                                                                                        |
| Cytrusowo–aromatyczne                                              | Kwiatowo–aldehydowe                                                                    | Paprociowo-aromatyczne                                                   | Szyprowo-zielone                                           | Leśno-korzenno-skórzane                                                                             | Ambrowo-kwiatowe                                                  |                                                                                        |
|                                                                    | Kwiatowo–leśne                                                                         |                                                                          | Szyprowo-aromatyczne                                       | Leśno-korzenno-ambrowe                                                                              |                                                                   |                                                                                        |
|                                                                    | Kwiatowo–leśno–owocowe                                                                 |                                                                          | Szyprowo-skórzane                                          | |                                                                   |                                                                                        |